# Slobozia (Cordăreni), Botoșani

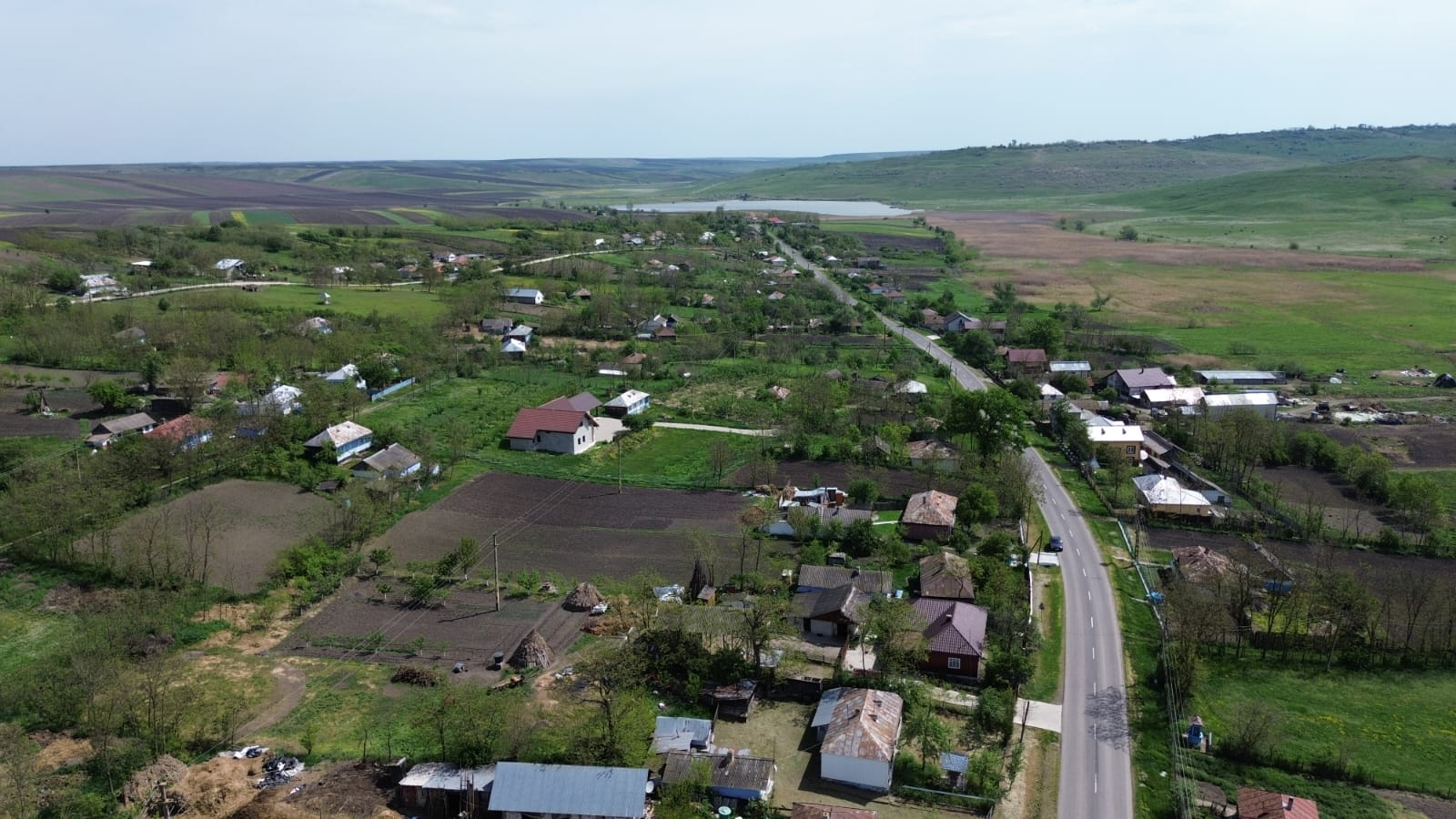
DJ298

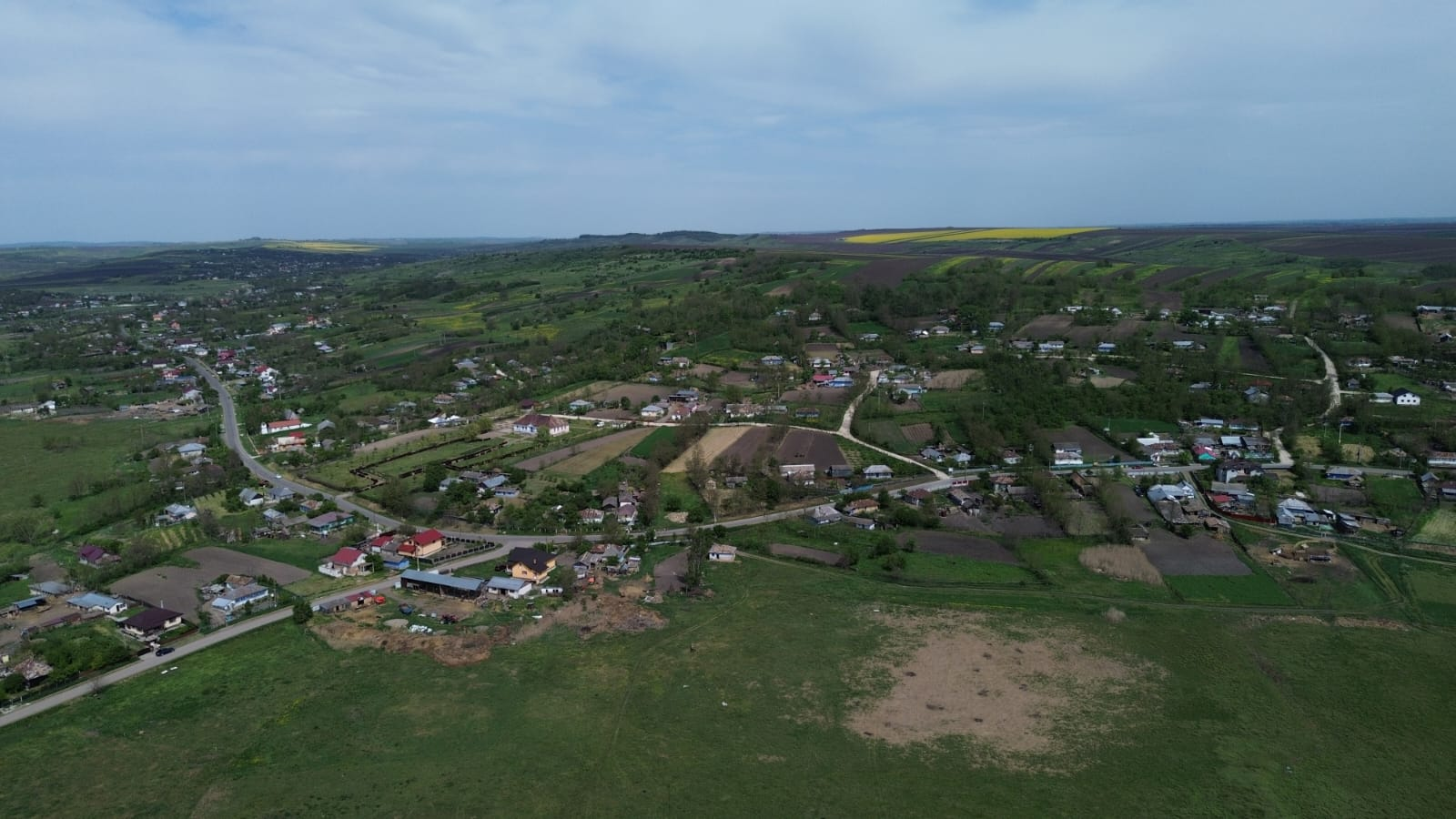
Satul văzut din partea sudică, de pe versantul drept al văii râului Ibăneasa

Slobozia este un sat în comuna Cordăreni din județul Botoșani, Moldova, România.
 Acest articol despre o localitate din județul Botoșani este deocamdată un ciot. Puteți ajuta Wikipedia prin completarea lui.